# San Pietro in Casale
San Pietro in Casale é uma comuna italiana da região da Emília-Romanha, província de Bolonha, com cerca de 10.837 habitantes (2005). Estende-se por uma área de 65,8 km², tendo uma densidade populacional de 165 hab/km². Faz fronteira com Bentivoglio, Castello d'Argile, Galliera, Malalbergo, Pieve di Cento, San Giorgio di Piano.